# Skate Canada International 2011
Skate Canada International 2011 – drugie w kolejności zawody łyżwiarstwa figurowego z cyklu Grand Prix 2011/2012. Zawody rozgrywano od 27 do 30 października 2011 roku w hali Hershey Centre w Mississauga.
W konkurencji solistów triumfował Patrick Chan, a Javier Fernández zajmując 2. miejsce został pierwszym hiszpańskim medalistą zawodów Grand Prix. Wśród solistek zwyciężyła Rosjanka Jelizawieta Tuktamyszewa. Rywalizację par sportowych zwyciężył rosyjski duet Tetiana Wołosożar i Maksim Trańkow. Drugich Sui Wenjing i Han Cong pokonali o ponad 20 pkt. Z jeszcze większą przewagą zwyciężyli gospodarze wśród par tanecznych. Utytułowana para Tessa Virtue / Scott Moir pokonała drugi kanadyjski duet Kaitlyn Weaver / Andrew Poje o niemal 23 pkt.

## Wyniki

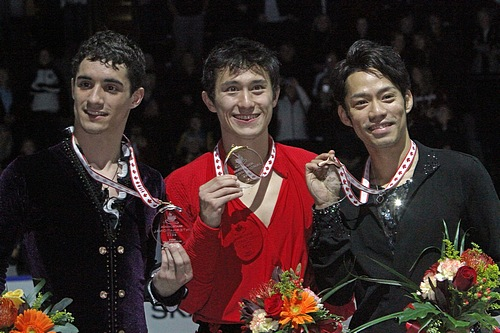
Medaliści w konkurencji solistów, od lewej Fernández (ESP), Chan (CAN), Takahashi (JPN)

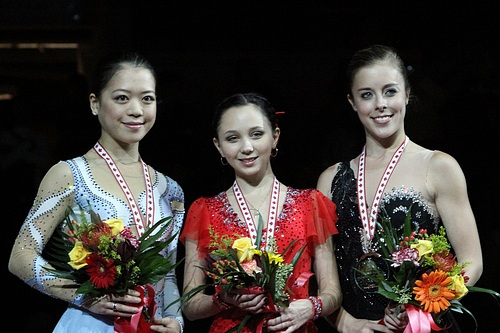
Medaliści w konkurencji solistek, od lewej Suzuki (JPN), Tuktamyszewa (RUS), Wagner (USA)

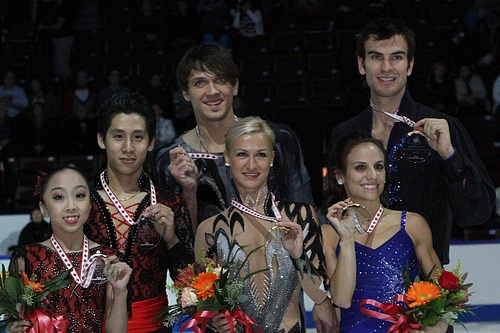
Medaliści w parach sportowych, od lewej Sui / Han (CHN), Wołosożar / Trańkow (RUS), Duhamel / Radford (CAN)

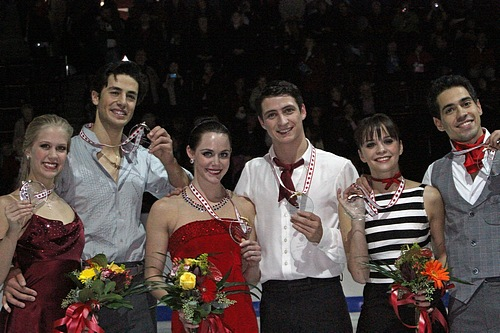
Medaliści w parach tanecznych, od lewej Weaver / Poje (CAN), Virtue / Moir (CAN), Cappellini / Lanotte (ITA)

### Soliści
| Poz. | Zawodnik             | Nota łączna | SP    | SP | FS     | FS |
| ---- | -------------------- | ----------- | ----- | -- | ------ | -- |
| 1    | Patrick Chan         | 253,74      | 83,28 | 3  | 170,46 | 1  |
| 2    | Javier Fernández     | 250,33      | 84,71 | 1  | 165,62 | 2  |
| 3    | Daisuke Takahashi    | 237,87      | 84,66 | 2  | 153,21 | 3  |
| 4    | Adam Rippon          | 217,97      | 72,89 | 4  | 145,08 | 4  |
| 5    | Dienis Ten           | 212,39      | 71,40 | 5  | 140,99 | 6  |
| 6    | Ross Miner           | 202,36      | 60,83 | 9  | 141,53 | 5  |
| 7    | Andrei Rogozine      | 193,40      | 67,28 | 6  | 126,12 | 7  |
| 8    | Kevin Van Der Perren | 179,21      | 64,01 | 8  | 115,20 | 8  |
| 9    | Alexander Majorov    | 177,84      | 65,14 | 7  | 112,70 | 9  |
| 10   | Elladj Baldé         | 151,57      | 55,99 | 10 | 95,58  | 10 |

### Solistki
| Poz. | Zawodniczka              | Nota łączna | SP    | SP | FS     | FS |
| ---- | ------------------------ | ----------- | ----- | -- | ------ | -- |
| 1    | Jelizawieta Tuktamyszewa | 177,38      | 59,57 | 1  | 117,81 | 2  |
| 2    | Akiko Suzuki             | 172,26      | 52,82 | 4  | 119,44 | 1  |
| 3    | Ashley Wagner            | 165,48      | 54,50 | 2  | 110,98 | 3  |
| 4    | Alona Leonowa            | 152,22      | 49,75 | 7  | 102,47 | 4  |
| 5    | Mirai Nagasu             | 151,72      | 52,73 | 5  | 98,99  | 5  |
| 6    | Amélie Lacoste           | 146,40      | 50,60 | 6  | 95,80  | 6  |
| 7    | Cynthia Phaneuf          | 140,70      | 48,70 | 8  | 92,00  | 7  |
| 8    | Sarah Hecken             | 130,71      | 44,50 | 10 | 86,21  | 8  |
| 9    | Adriana DeSanctis        | 129,48      | 47,14 | 9  | 82,34  | 9  |
| 10   | Rachael Flatt            | 128,22      | 54,23 | 3  | 73,99  | 10 |

### Pary sportowe
| Poz. | Zawodnicy                               | Nota łączna | SP    | SP | FS     | FS |
| ---- | --------------------------------------- | ----------- | ----- | -- | ------ | -- |
| 1    | Tetiana Wołosożar / Maksim Trańkow      | 201,38      | 70,42 | 1  | 130,96 | 1  |
| 2    | Sui Wenjing / Han Cong                  | 180,82      | 59,23 | 4  | 121,59 | 2  |
| 3    | Meagan Duhamel / Eric Radford           | 174,84      | 62,37 | 2  | 112,47 | 3  |
| 4    | Narumi Takahashi / Mervin Tran          | 169,41      | 60,60 | 3  | 108,81 | 5  |
| 5    | Lubow Iluszeczkina / Nodari Maisuradzie | 165,17      | 58,14 | 5  | 107,03 | 6  |
| 6    | Jessica Dubé / Sébastien Wolfe          | 158,44      | 53,23 | 6  | 105,21 | 7  |
| 7    | Yu Xiaoyu / Jin Yang                    | 158,36      | 49,28 | 8  | 109,08 | 4  |
| 8    | Paige Lawrence / Rudi Swiegers          | 153,96      | 50,11 | 7  | 103,85 | 8  |

### Pary taneczne
| Poz. | Zawodnicy                                 | Nota łączna | SD    | SD | FD     | FD |
| ---- | ----------------------------------------- | ----------- | ----- | -- | ------ | -- |
| 1    | Tessa Virtue / Scott Moir                 | 178,34      | 71,61 | 1  | 106,73 | 1  |
| 2    | Kaitlyn Weaver / Andrew Poje              | 155,99      | 63,31 | 2  | 92,68  | 3  |
| 3    | Anna Cappellini / Luca Lanotte            | 154,87      | 61,92 | 3  | 92,95  | 2  |
| 4    | Madison Chock / Evan Bates                | 135,10      | 51,24 | 6  | 84,67  | 4  |
| 5    | Jekatierina Riazanowa / Ilja Tkaczenko    | 132,36      | 54,94 | 4  | 77,42  | 5  |
| 6    | Jekatierina Puszkasz / Jonathan Guerreiro | 126,63      | 51,24 | 5  | 75,39  | 6  |
| 7    | Tarrah Harvey / Keith Gagnon              | 122,80      | 49,65 | 7  | 73,15  | 7  |